# Charlie Jane Anders
Charlie Jane Anders (nascida em 24 de julho de 1969) é uma escritora americana especializada em ficção especulativa. Ela escreveu vários romances, bem como contos curtos, publicados em revistas e sites, e apresentou podcasts; essas obras atendem tanto a leitores adultos quanto adolescentes. Seus primeiros romances de fantasia científica, como All the Birds in the Sky e The City in the Middle of the Night, abordam temas maduros, receberam aclamação da crítica e ganharam grandes prêmios literários, como o Prêmio Nebula de Melhor Romance e o Prêmio Locus de Melhor Romance de Ficção Científica. Sua trilogia para jovens adultos, Unstoppable, tem sido popular entre o público mais jovem. Ficções mais curtas foram reunidas em Six Months, Three Days, Five Others e Even Greater.
Em 2005, ela recebeu o Prêmio Literário Lambda por seu trabalho na categoria transgênero e, em 2009, o Prêmio Imperador Norton. Sua novela de 2011 "Six Months, Three Days" ganhou o Prêmio Hugo de 2012 e foi finalista do Prêmio Nebula e do Prêmio Theodore Sturgeon. Seu romance de 2016, All the Birds in the Sky, foi listado como nº 5 no "Top 10 Novels" da Time de 2016, ganhou o Prêmio Nebula de 2017 de Melhor Romance, o Prêmio Crawford de 2017, e o Prêmio Locus de 2017 de Melhor Romance de Fantasia; também foi finalista do Prêmio Hugo de 2017 de Melhor Romance.

## Início da vida, educação e carreira
Anders nasceu em uma pequena cidade rural perto de Storrs, Connecticut, em 24 de julho de 1969 e cresceu na vizinha Mansfield. Ela estudou Literatura Inglesa e Asiática na Universidade de Cambridge, e estudou na China antes de se mudar para São Francisco no início dos anos 2000. Anders foi cofundador da revista Other, a "revista de cultura pop e política para os novos párias", com Annalee Newitz, e atuou como editor durante a publicação da revista de 2002 a 2007. Em 2006, ela foi editora cofundadora do blog de ficção científica io9, cargo que deixou em abril de 2016 para se concentrar na escrita de romances.

## Carreira literária
Anders teve ficção científica publicada em Tor.com, Strange Horizons e Flurb. Trabalhos literários adicionais (não de ficção científica) foram publicados em McSweeney's e Zyzzyva. O trabalho de Anders apareceu em Salon, The Wall Street Journal, Publishers Weekly, San Francisco Bay Guardian, Mother Jones, e San Francisco Chronicle. Ela teve histórias e ensaios em antologias como Sex For America: Politically Inspired Erotica, The McSweeney's Joke Book of Book Jokes, e That's Revolting: Queer Strategies for Resisting Assimilation.
Seu primeiro romance, Choir Boy, foi publicado em 2005 pela Soft Skull Press; uma história para jovens adultos sobre um garoto que estava mudando de gênero para cantar. Em 2014, a Tor Books adquiriu dois romances de Anders. All the Birds in the Sky foi publicado em 2016 e The City in the Middle of the Night foi publicado em 2019.
Em agosto de 2025, ela publicará um novo romance intitulado Lessons in Magic and Disaster.

### TrilogiaUnstoppable
Tor Teen adquiriu Unstoppable, uma trilogia para jovens adultos da Anders em 2017. O primeiro romance, Victories Greater Than Death, foi publicado em 2021, e o segundo, Dreams Bigger Than Heartbreak, em 2022. O terceiro romance, Promises Stronger Than Darkness, foi publicado em 2023.

### Outros trabalhos
Além de seu trabalho como autora e editora, Anders é uma organizadora de eventos de longa data. Ela organizou uma "luta de tortas de bailarina" em 2005 para a revista Other; co-organizou a Cross-Gender Caravan, uma turnê nacional de autores transgêneros e genderqueer; e um Bookstore and Chocolate Crawl em São Francisco. Ela é a mestre de cerimônias do "Writers with Drinks", uma premiada série de leitura mensal sediada em São Francisco, iniciada em 2001, que apresenta autores de uma ampla variedade de gêneros e é conhecida por suas "introduções de autores de livre associação".
Ela foi jurada do Prêmio James Tiptree Jr. e do Prêmio Literário Lambda. Ela publicou anteriormente o site satírico godhatesfigs.com que foi apresentado pelo The Sunday Times como site da semana.
Uma adaptação televisiva de Six Months, Three Days de Anders estava sendo preparada para a NBC em 2013, com o roteiro escrito por Eric Garcia.
Em março de 2018, com sua parceira e co-apresentadora Annalee Newitz, Anders lançou o podcast Our Opinions Are Correct, que "explora o significado da ficção científica e como ela é relevante para a ciência e a sociedade da vida real". O podcast ganhou o Prêmio Hugo de Melhor Fancast em 2019, 2020 e 2022.
Anders foi cocriador da personagem da Marvel Comics Shela Sexton, também conhecida como Escapade, uma super-heroína trans mutante. O personagem estreou em Marvel's Voices: Pride #1 em junho de 2022.

## Prémios e reconhecimento
Anders participou da conferência BookCon de 2018 na cidade de Nova York. Ela foi convidada profissional de honra na Wiscon de 2019.

### Prêmios literários
| Ano  | Trabalho                              | Prêmio                  | Categoria             | Resultado        | Ref.   |
| ---- | ------------------------------------- | ----------------------- | --------------------- | ---------------- | ------ |
| 2006 | Choir Boy                             | Edmund White Award      | —                     | pré-selecionados |        |
| 2006 | Choir Boy                             | Lambda Literary Award   | Trans Literature      | Venceu           | [ 47 ] |
| 2012 | "Six Months, Three Days"              | Hugo Award              | Novelette             | Venceu           |        |
| 2012 | "Six Months, Three Days"              | Locus Award             | Novelette             | Indicado         |        |
| 2012 | "Six Months, Three Days"              | Nebula Award            | Novelette             | pré-selecionados |        |
| 2012 | "Six Months, Three Days"              | Theodore Sturgeon Award | —                     | pré-selecionados |        |
| 2017 | All the Birds in the Sky              | Crawford Award          | —                     | Venceu           | [ 48 ] |
| 2017 | All the Birds in the Sky              | Hugo Award              | Novel                 | pré-selecionados |        |
| 2017 | All the Birds in the Sky              | James Tiptree Jr. Award | —                     | Menção honrosa   |        |
| 2017 | All the Birds in the Sky              | Locus Award             | Fantasy Novel         | Venceu           | [ 8 ]  |
| 2017 | All the Birds in the Sky              | Nebula Award            | Novel                 | Venceu           | [ 6 ]  |
| 2017 | "Don't Press Charges and I Won't Sue" | James Tiptree Jr. Award | —                     | pré-selecionados |        |
| 2018 | "Don't Press Charges and I Won't Sue" | Locus Award             | Short Story           | Indicado         |        |
| 2018 | "Don't Press Charges and I Won't Sue" | Theodore Sturgeon Award | —                     | Venceu           | [ 49 ] |
| 2018 | Six Months, Three Days, Five Others   | Locus Award             | Collection            | Indicado         |        |
| 2020 | The City in the Middle of the Night   | Arthur C. Clarke Award  | —                     | pré-selecionados | [ 50 ] |
| 2020 | The City in the Middle of the Night   | Loucs Award             | Science Fiction Novel | Venceu           |        |
| 2020 | "The Bookstore at the End of America" | Locus Award             | Short Story           | Venceu           |        |
| 2022 | Never Say You Can’t Survive           | Hugo Award              | Related Work          | Venceu           | [ 51 ] |
| 2022 | Victories Greater Than Death          | Locus Award             | Young Adult Book      | Venceu           |        |
| 2023 | Dreams Bigger Than Heartbreak         | Locus Award             | Young Adult Book      | Venceu           | [ 52 ] |
| 2024 | Promises Stronger Than Darkness       | Locus Award             | Young Adult Book      | Venceu           |        |

### Fancasts
| Ano  | Trabalho                                                    | Prêmio     | Categoria | Resultado | Ref.   |
| ---- | ----------------------------------------------------------- | ---------- | --------- | --------- | ------ |
| 2019 | Our Opinions Are Correct (compartilhado com Annalee Newitz) | Hugo Award | Fancast   | Venceu    | [ 53 ] |
| 2020 | Our Opinions Are Correct (compartilhado com Annalee Newitz) | Hugo Award | Fancast   | Venceu    |        |
| 2022 | Our Opinions Are Correct (compartilhado com Annalee Newitz) | Hugo Award | Fancast   | Venceu    |        |

#### Unstoppable
- —— (2021). Victories Greater Than Death. [S.l.]: Tor Teen. ISBN 9781250317315
- —— (2022). Dreams Bigger Than Heartbreak. [S.l.]: Tor Teen. ISBN 9781250317391
- —— (2023). Promises Stronger Than Darkness. [S.l.]: Tor Teen. ISBN 9781250317506

### Coletâneas de contos
- —— (2017). Six Months, Three Days, Five Others. [S.l.]: Tor.com. ISBN 9780765394897
- —— (2021). Even Greater Mistakes. [S.l.]: Tor Books. ISBN 9781250766502

### Conto
| Ano  | Título                                    | Escopo  | Primeira publicação                                                                           | Notas                                  |
| ---- | ----------------------------------------- | ------- | --------------------------------------------------------------------------------------------- | -------------------------------------- |
| 2010 | "The Fermi Paradox Is Our Business Model" |         | — (11 de agosto de 2010). «The Fermi Paradox Is Our Business Model». Tor.com                  |                                        |
| 2011 | "Source Decay"                            |         | — (3 de setembro de 2011). «Source Decay». Strange Horizons                                   |                                        |
| 2011 | "Six Months, Three Days"                  | Romance | — (8 de junho de 2011). «Six Months, Three Days». Tor.com                                     |                                        |
| 2012 | "Intestate"                               |         | — (17 de dezembro de 2012). «Intestate». Tor.com                                              |                                        |
| 2013 | "Complicated and Stupid"                  |         | — (5 de agosto de 2013). «Complicated and Stupid». Strange Horizons                           |                                        |
| 2013 | "The Time Travel Club"                    | Romance | — (Novembro de 2013). «The Time Travel Club». Asimov's Science Fiction. 37 (10–11). pp. 20–35 |                                        |
| 2014 | "The Cartography of Sudden Death"         |         | — (15 de janeiro de 2014). «The Cartography of Sudden Death». Tor.com                         |                                        |
| 2014 | "As Good As New"                          |         | — (10 de setembro de 2014). «As Good As New». Tor.com                                         |                                        |
| 2016 | "Clover"                                  |         | — (25 de outubro de 2016). «Clover». Tor.com                                                  | Segue All the Birds in the Sky.        |
| 2017 | "Don't Press Charges and I Won't Sue"     |         | — (30 de outubro de 2017). «Don't Press Charges and I Won't Sue». Boston Review               |                                        |
| 2018 | Rock Manning Goes for Broke               | Romance | — (Julho de 2018). Rock Manning Goes for Broke. [S.l.]: Subterranean Press                    |                                        |
| 2018 | "The Minnesota Diet"                      |         | — (17 de janeiro de 2018). «The Minnesota Diet». Future Tense                                 |                                        |
| 2020 | "If You Take My Meaning"                  |         | — (26 de fevereiro de 2020). «If You Take My Meaning». Tor.com                                | Segue City In the Middle of the Night. |

### Não ficção

#### Como Charles Anders
- The Lazy Crossdresser, 2002 ISBN 9781890159375 —— (2002). The Lazy Crossdresser. California: Greenery Press. ISBN 9781890159375

#### Como Charlie Jane Anders
- She's Such a Geek: Women Write About Science, Technology, and Other Nerdy Stuff, 2006 ISBN 9781580051903 ——; Newitz, Annalee (2006). She's Such a Geek: Women Write About Science, Technology, and Other Nerdy Stuff. California: Seal Press. ISBN 9781580051903

- —— (2021). Never Say You Can't Survive: How to Get Through Hard Times By Making Up Stories. New York: Tordotcom. ISBN 9781250800015

### Entrevistas
- Sirius, R.U. (31 de janeiro de 2007). «Girls Are Geeks, Too». 10 Zen Monkeys. Consultado em 21 de outubro de 2024

## Estudos críticos e revisões da obra de Anders
- «Choir Boy: Charlie Anders». Softskull.com. Softskull Press. Consultado em 21 de outubro de 2024. Arquivado do original em 19 de outubro de 2012
- Woyke, Elizabeth. «Other». The New York Review of Magazines. Consultado em 21 de outubro de 2024. Arquivado do original em 23 de fevereiro de 2015